# Franz Joseph Abendanz
Franz Joseph Abendanz (geb. 1762 oder 1763; gest. nach 1827) war ein deutscher Politiker, Gutsbesitzer und Weinhändler.

## Werdegang
Abendanz war in Wallerstein beheimatet. Als Vertreter des Rezatkreises gehörte er von 1819 bis 1827 der Kammer der Abgeordneten der bayerischen Ständeversammlung an. Er war Mitglied der Ansbacher Freimaurerloge Alexander zu den drei Sternen. Aus dem Mitgliederverzeichnis des Jahres 1806 geht hervor, dass er zu diesem Zeitpunkt 43 Jahre alt gewesen sei. Demzufolge muss er im Jahre 1762 oder 1763 geboren worden sein.
Er galt als gemäßigt liberal und setzte sich persönlich für die Einführung des Landrats in der bayerischen Pfalz ein. Nachdem die Stadt Wallerstein eine Ruralgemeinde gebildet hatte, ging seine Eigenschaft als städtischer Wahlmann und Deputierter verloren und er schied zum 24. November 1827 aus der Kammer aus.